# Гольф на летних Олимпийских играх 2024
Соревнования по гольфу на летних Олимпийских играх 2024 прошли с 1 по 4 августа у мужчин и с 7 по 10 августа у женщин. Спортсменами были разыграны два комплекта медалей. И у мужчин, и у женщин в олимпийском турнире выступили по 60 участников. Соревнования проходили на зелёных газонах Национального клуба в Гюйанкуре.
9 октября 2009 года на 121-й сессии МОК было принято решение включить гольф в программу Игр 2016 и 2020 годов. До этого последний раз соревнования по гольфу в рамках Олимпийских игр проходили в 1904 году. Текущий розыгрыш будет третьим в новой эре гольфа.

## Медали

### Общий зачёт
(Жирным выделено самое большое количество медалей в своей категории; принимающая страна также выделена)
| Общее количество медалей |                |        |         |        |       |
| Место                    | Страна         | Золото | Серебро | Бронза | Всего |
| 1                        | США            | 1      | 0       | 0      | 1     |
| 1                        | Новая Зеландия | 1      | 0       | 0      | 1     |
| 3                        | Великобритания | 0      | 1       | 0      | 1     |
| 3                        | Германия       | 0      | 1       | 0      | 1     |
| 5                        | Япония         | 0      | 0       | 1      | 1     |
| 5                        | Китай          | 0      | 0       | 1      | 1     |
| Всего                    | Всего          | 2      | 2       | 2      | 6     |

### Медалисты
| Дисциплина | Золото                  | Серебро                      | Бронза                |
| Мужчины    | Скотти Шеффлер США      | Томми Флитвуд Великобритания | Хидэки Мацуяма Япония |
| Женщины    | Лидия Ко Новая Зеландия | Эстер Хензелайт Германия     | Линь Сиюй Китай       |

## Место проведения
- Национальный гольф-клуб в Гюйанкуре.